# 世界足球 胜利十一人
《世界足球 胜利十一人》是一款由科乐美公司制作和发行的足球类游戏。本游戏于1995年12月22日在北美地区PlayStation发行，于1996年3月25日在日本地区发行。
游戏的模式分为超级杯赛、表演赛等。玩家可以选择游戏难度以及场地。
两个《电子游戏月刊》的体育类评论者给予本游戏8.5/10和9/10的评分。他们表达出对图形状的运动员、电脑的AI和游戏视角的赞誉。